# HAMBI – Der Kampf um den Hambacher Wald
HAMBI – Der Kampf um den Hambacher Wald ist ein deutscher Dokumentarfilm des Regisseurs Lukas Reiter über die Räumung der Baumhausbesetzung im Hambacher Forst im Herbst 2018. Der Film wurde 2019 in der Reihe ZDF – Das Kleine Fernsehspiel veröffentlicht. Produziert wurde der Film von Transparent Film in Zusammenarbeit mit Das kleine Fernsehspiel und Filmakademie Baden-Württemberg.

## Inhalt
Der Hambacher Forst hat sich vor der Rodung über ein Gebiet von ungefähr 4100 Hektar erstreckt. Ab den 70er Jahren entstand an der Stelle des Waldes ein gigantisches Loch in der Erde. Grund dafür sind die dortigen Braunkohlevorkommen. Damit der Energiekonzern RWE Power AG den fossilen Brennstoff verstromen kann, mussten der Wald und die umliegenden Dörfer weichen.
HAMBI – Der Kampf um den Hambacher Wald beginnt inmitten der Baumhausbesetzung kurz vor der Räumung und liefert eine Innenansicht des Protests. In den letzten zehn Prozent des Hambacher Forsts leistet eine kleine Gruppe Widerstand, indem sie Baumhäuser baut und somit die Rodung des Waldes blockiert – zum Ärger der RWE Power AG. Die Regel ist ganz einfach: ein Baum, auf dem sich ein Mensch befindet, kann nicht gefällt werden. 2018, sechs Jahre nach ersten Besetzung des Waldes ordnet RWE die endgültige Räumung der inzwischen zahlreich entstandenen Baumhausdörfer an. Die Rechtslage ist unklar.
Anfangs ist der Widerstand gering. Außer ein paar Dutzend Umweltaktivisten, die sich auf den Baumhäusern verschanzt haben und einer Handvoll „Waldspaziergänger“, die allerdings nur sonntags Unterstützung leisten können, gibt es das Maler-Paar Helge und Saxana, die ihren Protest durch Öl-Gemälde zum Ausdruck bringen. Die Polizei verhängt ihnen ein Malverbot, Bodenstrukturen werden geräumt und das gesamte Gebiet um den Hambacher Forst wird als Gefahrengebiet eingestuft. Jetzt kontrolliert die Polizei jeden, der nur in die Nähe des Waldes will. Helge und Saxana erklären den Wald, seine Bewohner und ihre Haltung zum Leben als soziale Plastik und Gesamtkunstwerk. Die Räumung der Baumhäuser wird zu einem der größten Polizeieinsätze Nordrhein-Westfalens. Hundertschaften werden aus ganz Deutschland herangezogen. Es entsteht große Medienpräsenz, woraufhin immer mehr Menschen anreisen. Ein Katz-und-Maus-Spiel zwischen Polizei und Demonstrierenden beginnt im Wald, trotzdem wird ein Baumhaus nach dem anderen geräumt und Aktivisten festgenommen. Auch als der junge Journalist Steffen Meyn während einer Räumung von einem Baumhaus zu Boden stürzt und stirbt, wird nur eine kurze Pause für Trauer gewährt. Danach wird der Einsatz radikaler, die Menschen entschlossener. Während am einen Ende des Waldes geräumt wird, verbarrikadieren sich Menschen am anderen Ende. Die Schienen für den Kohletransport werden von Aktivisten blockiert. Fünf Tage nachdem das letzte Baumhaus zerstört wird, entscheidet das Oberverwaltungsgericht Münster per Eilbeschluss eine Klage des BUND und verhängt einen vorläufigen Rodungsstopp. Ungefähr 50.000 Menschen erscheinen zur letzten Demonstration und Feier des temporären Sieges.

## Preise
HAMBI – Der Kampf um den Hambacher Wald eröffnete die Duisburger Filmwoche 2019 und bekam eine Lobende Erwähnung.

## Rezeption
Der Spiegel schreibt, dass „mehr Nähe, als Reiter erreicht hat“, kaum hergestellt werden kann. Weiterhin heißt es: „Filmautor Lukas Reiter macht kein Hehl aus seiner Parteilichkeit, zeigt von Anfang an klar, worum es ihm geht: um ein Sittenbild des Widerstands, ein Denkmal für die Aktivisten, die sich in David-gegen-Goliath-Manier der vom Energiekonzern RWE forcierten Räumung des Forsts entgegenstellen.“
Auch der Filmdienst betont die Parteilichkeit von Lukas Reiter und kritisiert, der Film „neig[e] zu Wiederholungen und verrät letztlich zu wenig über Hintergründe und Motive.“ Dabei wird auf den zeitgleich entstandenen Dokumentarfilm Die rote Linie – Widerstand im Hambacher Forst von Karin de Miguel Wessendorf hingewiesen.
Prisma schreibt: „Lukas Reiter hat mit seinem Dokumentarfilm eines der spannendsten Kapitel jüngerer deutscher Zeitgeschichte aufbereitet. Wer sich um seine Zukunft und die der gesamten Menschheit sorgt, sollte diesen Film nicht verpassen.“
Im SWR gibt es von der Redaktion natürlich! ein Porträt über Lukas Reiter und HAMBI – Der Kampf um den Hambacher Wald zu sehen.